# Rustenburg
Rustenburg (wymowa angielska: [ˈrʊstənbɜrɡ], wymowa afrikaans: [ˈrœstənbœrχ]; afr. i niderl.: Miasto odpoczynku) to miasto położone w Prowincji Północno-Zachodniej w Południowej Afryce w paśmie górskim Magaliesberg liczące około 312 tys. mieszkańców.
Miasto zostało założone w 1851 roku jako centrum administracyjne na urodzajnych terenach upraw owoców cytrusowych, tytoniu, orzechów ziemnych, słoneczników i kukurydzy.
Rustenburg jest jednym z miast RPA, w którym odbyły się mecze Mistrzostw Świata w Piłce Nożnej w 2010 r. Sześć spotkań w ramach mistrzostw rozegranych było na stadionie Royal Bafokeng będącym w stanie pomieścić 42 000 widzów.